# Arsène Vaillant
Arsène Vaillant (Saint-Hubert, 13 juni 1922 - 30 april 2007 te Brussel) was een Waals-Belgische voetballer en sportjournalist.
Hij speelde bij de voetbalclubs White Star (1936-1947, in de positie van aanvaller) en RSC Anderlecht (1948-1955, in de positie van verdediger). In totaal speelde hij meer dan driehonderd wedstrijden in de Eerste klasse en werd hij vijfmaal landskampioen met RSC Anderlecht. De overgang naar Anderlecht verliep via een omweg naar de Amateurs Energia en kon na een jaar belet toch een akkoord bereiken met White Star AC om te transfereren naar Anderlecht, weliswaar als verdediger want de trainer zag in hem een goede verdediger.In het seizoen 50-51 posteerde hij in de terugronde 12 keer als spits of net naast de spits en scoorde 16 keer, dit door het uitvallen van buitenspeler De Wael en anderzijds door het ontbreken van vervolgens Soetewey en zes wedstrijden Mermans. Ook speelde hij mee met het Belgische nationale elftal. Als zodanig was hij van de partij bij de eerste naoorlogse wedstrijd die op 24 december 1944 in Frankrijk plaatsvond. Vaillant scoorde slechts eenmaal voor het nationale elftal, in 1951 tegen het Nederlandse nationale elftal, een wedstrijd die de Belgen met 5-4 van de Nederlanders verloren. In totaal speelde hij 329 wedstrijden in eerste klasse en scoorde 201 doelpunten.
Na reeds enige tijd bij het nieuwsblad Le Peuple te hebben gewerkt, werd hij in 1954 sportverslaggever voor het tv-programma Carnets de l'Actualité van de RTB (tegenwoordig RTBF geheten). Vailliant die later ook in een café-achtige sfeer het sportprogramma Bistrot des Sports presenteerde, ontwikkelde zich tot de in zijn tijd meest toonaangevende sportjournalist van de Franstalige Belgische publieke tv ('Monsieur Sport') die zich vooral toelegde op het verslaan van voetbalwedstrijden. Hij deed onder meer verslag van het Heizeldrama dat op 29 mei 1985 plaatsvond en waardoor hij zeer was ontdaan.
Arsène Vaillant overleed op 84-jarige leeftijd.